# Sarah E. Stewart

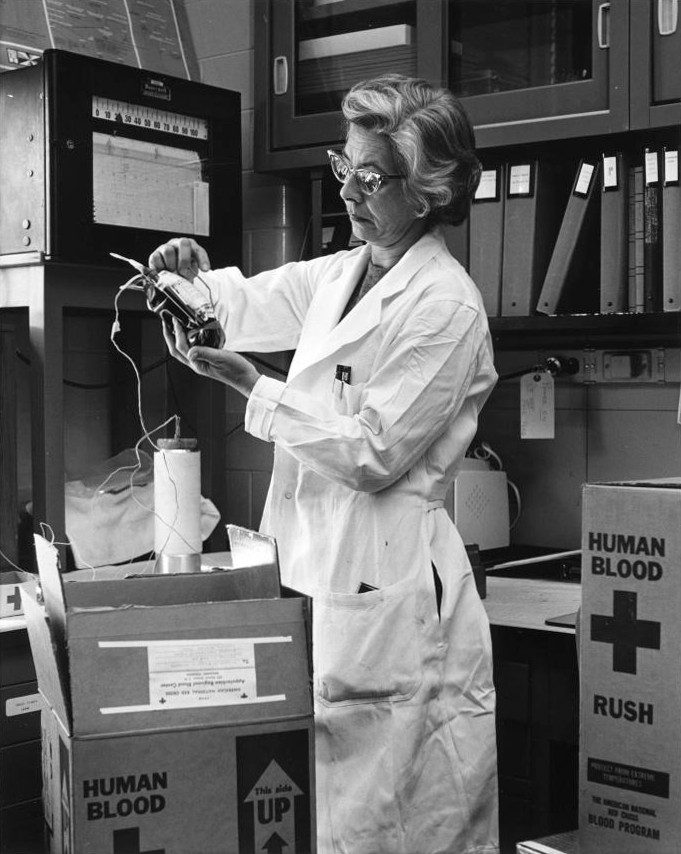
Sarah E. Stewart, circa 1950

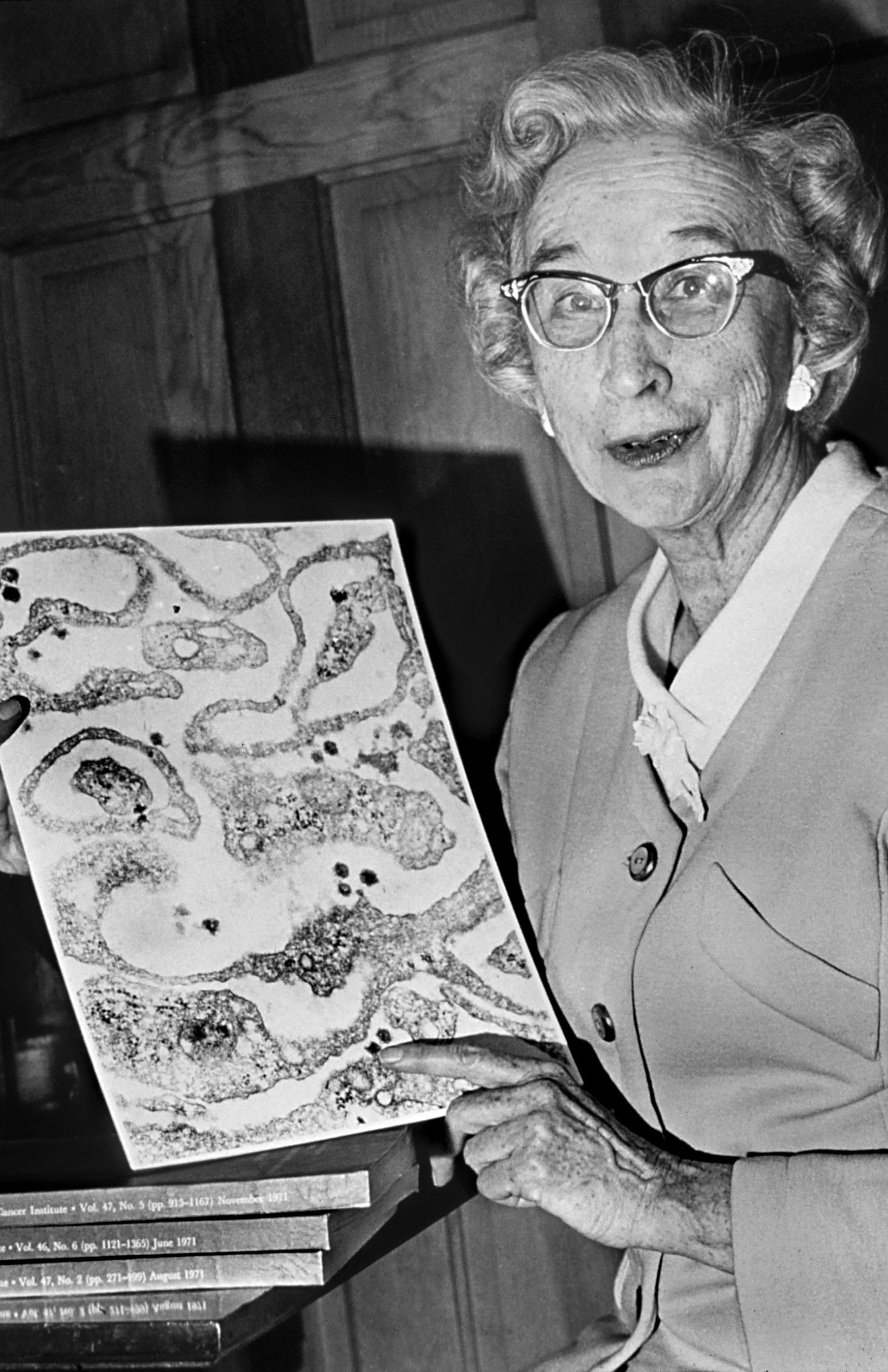
Sarah E. Stewart, 1971

Sarah Elizabeth Stewart (* 16. August 1905 in Tecalitlán, Jalisco, Mexiko; † 27. November 1976 in New Smyrna Beach, Florida) war eine mexikanisch-amerikanische Mikrobiologin und Hochschullehrerin. Sie zeigte als erste, dass sich krebserregende Viren von Tier zu Tier ausbreiten können. Sie und die Mikrobiologin Bernice Eddy entdeckten gemeinsam das erste Polyomavirus und das Stewart-Eddy-Polyomavirus ist nach ihnen benannt.

## Leben und Werk

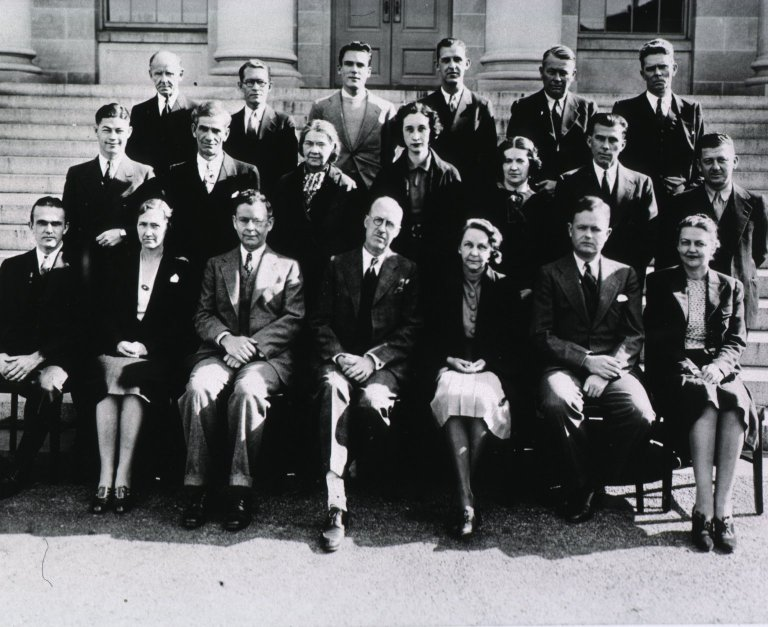
NIH-Division-of-Biologics-Control : Marguerite Lyons, Karl Habel, W.T. Harrison, William G. Workman, V.J. Dorset, Edward Garlock, Russell P. Miller, „Hut“ Hudson, L.J. Bender, Robert Forkish, Gilbert E. Beard, Sadie A. Carlin, Aneas P. Collins, Sara Branham Matthews, Bernice Eddy, Sarah E. Stewart, Thomas F. Probey, Glen Hefner, Margaret Pittman, Ben T. Sockrider.

Stewart war eines von vier Kindern von der mexikanischen Mutter Maria Andrade und dem amerikanischen Bergbauingenieur George Steward, der Gold- und Silberminen in der Jalisco besaß. Durch lokale und nationale Unruhen nach dem Exil von Präsident Porfirio Diaz nach Frankreich und dem Beginn der Mexikanischen Revolution floh die Familie 1911 nach Cottage Grove (Oregon), wo ihr Vater Land besaß. Als sie die High School besuchte, zog die Familie nach New Mexico, wo sie am College der New Mexico State University in Las Cruces Hauswirtschaft studierte. Dieses Fach bot dieselben Kurse wie die für einen allgemeinwissenschaftlicher Abschluss für Männer und bis zu ihrem Abschluss im Jahr 1927 hatte sie zwei Bachelor-Abschlüsse in Hauswirtschaft und Allgemeinwissenschaften erworben. 1930 erwarb sie einen Master-Abschluss an der University of Massachusetts Amherst und im selben Jahr wurde sie die erste Bakteriologin an der Colorado Experimental Station in Fort Collins, einem landwirtschaftlichen Forschungszentrum, in dem sie an stickstofffixierenden Bakterien für einen besseren Ernteertrag arbeitete. 1933 begann sie ihre Doktorarbeit an der Medizinischen Fakultät der Universität von Colorado in Denver. 1939 promovierte sie in Mikrobiologie an der University of Chicago. 1949 erhielt sie als erste Frau einen MD-Abschluss von der Georgetown University School of Medicine.

### Forschung am National Institutes of Health und am National Cancer Institute
Zwei Jahre nach ihrer Promotion nahm sie eine unbezahlte Position an dem National Institutes of Health (NIH) als wissenschaftliche Mitarbeiterin bei Ida A. Bengtson an. Sie übernahm Bengtsons Arbeit an Organismen, die ohne Sauerstoff überleben. Die anaerobe Infektion Gangrän war bei Kriegswunden häufig, und Stewart half bei der Entwicklung von Toxoiden zur Behandlung und Immunisierung, die später im Zweiten Weltkrieg eingesetzt wurden.
Als sie 1944 um Unterstützung bat, um den Zusammenhang zwischen Tiertumoren und Viren zu untersuchen, lehnten die Direktoren des NIH-Labors für Mikrobiologie und des National Cancer Institute (NCI) ihren Vorschlag mit der Begründung ab, er sei zweifelhaft und ihr fehle die entsprechenden Qualifikationen. Sie verließ das NHI und unterrichtete Bakteriologie an der Georgetown University School of Medicine. Nachdem Frauen sich einschreiben durften, wurde auch sie im Alter von 39 Jahren die erste Absolventin mit einem Abschluss als Doktor der Medizin.
Sie kehrte zum NIH zurück, aber es wurde ihr immer noch die Möglichkeit verweigert, an Krebs zu forschen. Stattdessen nahm sie eine vorübergehende Stelle in einem Krankenhaus in Staten Island ein, wo sie der Gynäkologie zugewiesen wurde. Der Pathologe und spätere stellvertretende Direktor am NCI Alan S. Rabson erinnerte sich in einem Interview 1987 daran, dass Stewart sagte, sie sei jetzt bereit zu beweisen, dass Krebs durch Viren verursacht wurde. Stewart wurde zum medizinischen Direktor des United States Public Health Service Commissioned Corps ernannt und nahm 1951 eine Position beim NCI in Baltimore an, wo sie ihre Forschungen in der viralen Onkologie beginnen konnte. Sie wurde Ärztliche Direktorin des NCI Laboratory of Oncology und verbrachte den Rest ihres Lebens damit, mehrere onkogene Viren (z. B. das Epstein-Barr-Virus) zu erforschen.
Stewart wird die Entdeckung des Polyomavirus im Jahr 1953 zugeschrieben. 1958 konnten sie und ihre Forschungspartnerin Bernice Eddy das Virus erfolgreich züchten und das SE-Polyomavirus (Stewart-Eddy) ist nach ihnen benannt. Sie konnten nachweisen, dass das Polyomavirus sowohl bei Mäusen als auch bei anderen Tieren 20 verschiedene Arten von Tumoren hervorrufen kann. Stewart konnte als erste erfolgreich nachweisen, dass sich krebserregende Viren von Tier zu Tier verbreiten können. Dieses Experiment und seine Ergebnisse führten unter anderem dazu, dass sich viele Forscher für die virale Onkologie interessierten. Als Beauftragte des US-amerikanischen Gesundheitsdienstes erhielt sie 1965 für ihre wissenschaftlichen Beiträge zur Untersuchung viraler Ätiologien von Krebs den Federal Women’s Award, der ihr von Präsident Lyndon B. Johnson verliehen wurde.
Sie zog sich 1970 aus dem öffentlichen Gesundheitswesen zurück und verließ 1971 das NHI und wurde ordentliche Professorin für Pathologie an der Georgetown University. Sie starb 1976 an Magenkrebs in ihrem Haus in New Smyrna Beach, Florida. Eine Sammlung ihrer Papiere befindet sich in der United States National Library of Medicine in Bethesda (Maryland).
Bis in die 1960er Jahre hielten Wissenschaftler die Idee eines krebserregenden Virus für absurd. Gleichzeitig starben jährlich mehr als 8000 Frauen an Gebärmutterhalskrebs, und die Forscher konnten nicht herausfinden, was ihn verursachte. Erst 1976 identifizierte der Virologe und Nobelpreisträger Harald zur Hausen das humane Papillomavirus, eines der ersten Viren, von denen bekannt ist, dass sie zu menschlichem Krebs führen.

## Auszeichnungen
- 1965: Federal Women’s Award
- 1972: Lenghi Award, Accademia Nazionale Dei Lincei
- 1972: Daughters of Penelope Salute to Women Award

## Veröffentlichungen (Auswahl)
- mit Thomas F. Probey: The Pyrogenicity of Bacterial Contaminants Found in Biologic Products
- Leukemia in mice produced by a filterable agent present in AKR leukemic tissues with notes on a sarcoma produced by the same agent [abstract] Anat Rec. 1953.
- Neoplasms in mice inoculated with cell-free extracts or filtrates of leukemic mouse tissue. I. Neoplasms of the parotid and adrenal glands. J Natl Cancer Inst. 1955.
- . mit B.E. Eddy, M.F. Stanton, J.M. Marcotte: Induction of tumors in rats by tissue-culture preparations of SE polyoma virus. J Natl Cancer Inst. 1959.